# Hverdag og søndag i Prag
Hverdag og søndag i Prag er en dansk dokumentarfilm fra 1974 med instruktion og manuskript af Hans Kragh-Jacobsen.

## Handling
Prag-boere i arbejde og fritid - byen som den lever og ånder. Partiets rolle, bureaukratiet, privilegier og levn af borgerlig tænkemåde. Gennem dokumentariske indslag beskriver filmen også den kollektive nedtur efter det tjekkiske forår i 1968 og den russiske invasion 21. august samme år.